# Tašmaruništa
Tašmaruništa (mazedonisch Ташмаруништа; albanisch definit Morunishta, indefinit Morunishtë) ist ein Haufendorf im zentralen Teil der Gemeinde Struga in der Region Südwesten in Nordmazedonien. Der Ort hatte laut der letzten Volkszählung von 2002 genau 210 Einwohner, die fast ausnahmslos Mazedonier mit christlich-orthodoxem Glauben waren. Der Dorfkern liegt auf etwa 805 m, rund 100 Meter oberhalb des Schwarzen Drins.
Nachbardörfer sind ganz weit im Norden Globočica, im Nordosten Bogojci und Toska, im Osten Gorno Tateši, im Südosten Dobovjani, im Süden Velešta, im Westen Podgorci und Labuništa und im Nordwesten Boroec.
Ins Dorf führt von Süden über Dobovjani her eine einzige Straße, die weiter nach Velešta führt, wo sie in die Regionalstraße Debar-Struga abzweigt.